# Ahmed al-Awda
Ahmed al-Awda ou Ahmed al-Awdeh (né en 1981 à Bosra) est un chef rebelle lors de la guerre civile syrienne.

## Biographie
Actif à Bosra, lui et son groupe signent un accord de réconciliation sous l'égide de la Russie. Celui-ci prévoit le restitution des armes lourdes en échange de la conservation des armes légères et du retour des institutions du régime syrien. Sa brigade reçoit alors ses ordres de la Russie.
Après le lancement de l'offensive rebelle de 2024 en Syrie, al-Awda rompt les accords de réconciliation et rejoint l'insurrection. Ses hommes prennent Damas le 8 décembre 2024.